# Lex van Blijenburgh
Alexander Hendrik Willem (Lex) van Blijenburgh (Amsterdam, 28 mei 1877 - Wassenaar, 23 januari 1960) was een Nederlands luitenant-kolonel, schermer, vriend van de schrijver Louis Couperus en vicevoorzitter van de Haagse afdeling van het Louis Couperus Genootschap.

## Familie
Van Blijenburgh was een zoon van Hendrik Willem van Blijenburgh (1837-1890) en Maria Koopman (1849-1942). Hij trouwde in 1913 met Charlotte Henriette Remcoline Böhtlingk (1887-1950), lid van de familie Böhtlingk; uit dit huwelijk werden twee kinderen geboren. Hij hertrouwde in 1947 met Anna Gerarda de Hondt (1902-1983).

## Loopbaan
In 1900 werd Van Blijenburgh benoemd tot 2e luitenant der Huzaren. In 1904 werd hij bevorderd tot eerste luitenant, in 1916 tot ritmeester. Later volgden bevorderingen tot majoor (1927) en luitenant-kolonel (voor 1937) der Huzaren. In de Eerste Wereldoorlog was hij commandant van het derde eskadron Wielrijders te Hengelo.

### Sport
Van Blijenburgh won geregeld wedstrijden schermen in het kader van de Koninklijke Officiers Schermbond. Zo won hij in 1902 de zilveren medaille met als tegenstander luitenant jhr. Willem Laman Trip. Een jaar later won hij een eerste prijs op sabel op het toen gehouden wapenfeest van de schermbond. In 1904 won hij weer een tweede prijs op sabel. In dat jaar maakte hij deel uit van de groep die Nederland vertegenwoordigde op het Internationale Schermconcours dat in juni te Londen werd gehouden; hij speelde daar, volgens de verslagen, enkele mooie partijen. In 1905 won hij bij de wedstrijden die ter gelegenheid van de achtste verjaardag van de schermbond werden gehouden een 1e prijs in duel-degen. In 1906 volgde voor hem weer een tweede prijs. Hij nam deel aan de later tot Tussenliggende Spelen gedevalueerde Olympische Zomerspelen in 1906 en won op het onderdeel degen een bronzen medaille.
Behalve schermen deed hij ook aan hackney rijden. Hij kreeg met zijn eenspan een eervolle vermelding op een concours hypique dat op Zorgvliet werd gehouden in 1906.

## Van Blijenburgh en Louis Couperus
Van Blijenburgh leerde de schrijver Louis Couperus (1863-1923) en diens vrouw Elisabeth Couperus-Baud (1867-1960) kennen via zijn schoonmoeder Johanna Conradina Vethake (1857-1928), lid van de familie Vethake en weduwe van luitenant-ter zee Frederik Böhtlingk (1850-1901), en zijn vrouw Charlotte. Het schrijversechtpaar was in 1915 vanuit Italië gerepatrieerd naar Nederland. Daarna begon Couperus lezingen te verzorgen. Hij debuteerde in de Koninklijke Kunstzaal Kleykamp op 23 maart 1915. Moeder en dochter Böhtlingk waren daarbij aanwezig. In de pauze of na de lezing hebben zij met Couperus kennis gemaakt. Daarna ontspon zich een briefwisseling die getuigt van een hartelijke vriendschap tussen de schrijver en zijn vrouw enerzijds en mevrouw Böhtlingk en het jonge echtpaar Van Blijenburgh anderzijds. Er werden geregeld bezoeken aan elkaar gebracht en moeder en dochter bezochten steevast de lezingen die Couperus in Den Haag hield. Mevrouw Böhtlingk bzorgde het echtpaar geregeld mooie cadeaus of sommen gelds waarmee het mooie zaken kon kopen. Ook stelde mevrouw Böhtlingk haar equipage ter beschikking.
Van Blijenburgh bemiddelde bij een lezing die Couperus in Hengelo hield op 23 januari 1916 toen Van Blijenburgh daar gelegerd was en commandant van het eskadron wielrijders was. Daar leerde Van Blijenburgh, op aanbeveling van Couperus, ook diens latere biograaf Henri van Booven kennen, die toen onder Van Blijenburgh kwam te staan als militair in Breda. In 1920 verifieerde Van Blijenburgh op verzoek van Couperus de militaire termen zoals hij die gebruikt had in de roman Iskander. De roman van Alexander den Groote aan de hand van de voorpublicatie in Groot Nederland, nog later aan de hand van de drukproeven. Bij vergelijking blijken er inderdaad verschillen tussen de voorpublicatie en de uiteindelijke boekuitgave als het gaat om militaire zaken, die dus te danken zijn aan Van Blijenburgh. Couperus bemiddelde dan weer bij zijn uitgever Salomon Frederik van Oss opdat Van Blijenburgh aan de Haagse Post medewerking zou kunnen verlenen.
Tot kort voor zijn overlijden hadden de vrienden nog contact met Couperus. Direct na Couperus' overlijden voelde Van Blijenburgh naar aanleiding van de vele verschenen artikelen over Couperus als "intieme vriend" van de schrijver behoefte het geschilderde beeld te nuanceren. Hij schreef daarover in Het Vaderland:

Een beschouwing over Couperus, door u uit een ander blad vermeld, rechtvaardigt wegens haar eenzijdigheid een poging van mijn zijde, om den mensch Couperus beter te doen zien aan hen, die hem niet persoonlijk kenden en daardoor de gegevens missen tot vollediger waardeering. Het is juist: Couperus wenschte niet oud te worden. Geestelijk en lichamelijk verval waren hem een schrikbeeld, te meer nu zijn weerstandsvermogen aanzienlijk afgenomen was ten gevolge van een ernstige ziekte in Japan. Nerveus en dus gevoelig, subtiel en van vrouwelijke zachtheid; ja inderdaad, zoo was hij. Maar tevens kon hij geducht manlijk van zich afbijten en zich krachtig doen gelden, waar het noodig was. Men herinnere zich slechts zijn uiting van verontwaardiging over een ontvangstrede, onlangs bij het bezoek van den koning van Zweden. Hij haatte niet zoozeer „alles wat oud was", als wel bewonderde bloei en jeugd; de wording en de schoonheid trokken hem aan, de door den tijd noodzakelijke verwording, de aftakeling zag hij liever niet, wilde er zoo mogelijk niét van weten. Hij was geen man van haat — al kon hij zich weleens sterk uitspreken - maar een stemmingsmensch. Als regel zacht van oordeel, had hij hopelooze neerslachtige buien, in welke hij gaarne en met nadruk uiting gaf aan gevoelens, zooals de heer Borel in het Vad. aanhaalt; maar deze waren van bijkomstigen aard en raken Couperus wel aan de oppervlakte, maar typeeren hem niet.
Enerzijds wezen zijn uitingen wel op levensmoeheid, anderzijds genoot hij van mooie dingen, van feesten en diners, zooals gedurende zijn verblijf in Engeland en kon hij zich vroolijk laten gaan. En zoo zijn opgewekte vraag onlangs aan zijn vrouw: "Hadt je nu gedacht, dat ik zoo'n echte buitenjongen zou worden en zóó genieten zou van de natuur hier bij De Steeg, van mijn tuin on bloemen?" wel uitsluitend hartelijkheid zijn geweest van een zieke gezegd ter wille van een zorgvolle vrouw? Een „moegeslagen" mensch was hij niet; zulk een zou niet de energie getoond hebben — ondanks ziekte en verzwakking in een vreemd, hem koudstaand land - om een op zich genomen taak zóó wilskrachtig te volvoeren, als Louis Couperus in Japan deed.
Op zijn laatsten levensdag aanvaardde hij het door hem gevoelde onvermijdelijke, zeggende tot zijn echtgenoote: „Het is goed ", geen twijfel latende omtrent de bedoeling dier woorden.

### Louis Couperus-genootschap

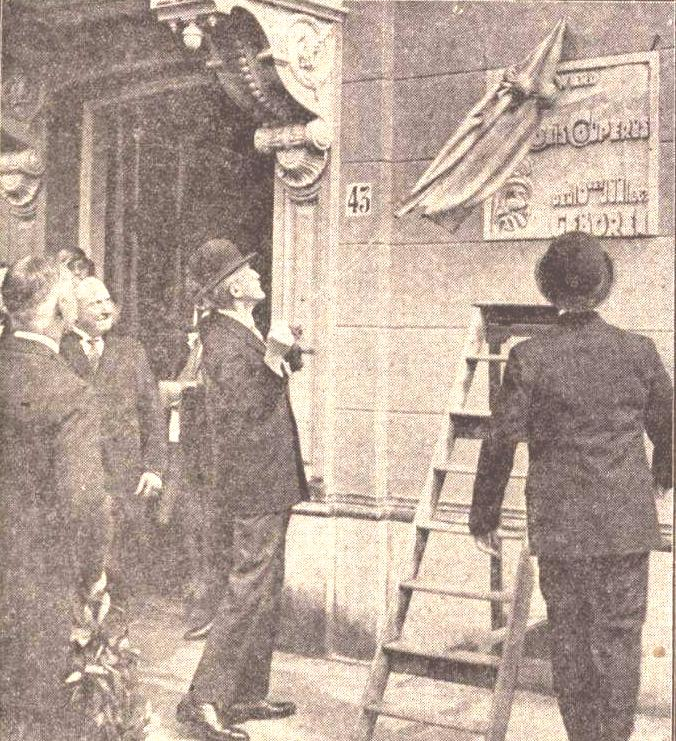
Onthulling van een gedenksteen op het geboortehuis van Louis Couperus door burgemeester Jacob Adriaan Nicolaas Patijn, een initiatief van het Louis Couperus Genootschap

Na de oprichting van het (eerste) Louis Couperus Genootschap in 1928 werd Van Blijenburgh vicevoorzitter van de Haagse afdeling, waar in naam de veelal in Vlaanderen vertoevende schrijver Cyriel Buysse voorzitter van was. Hij sprak over hem tijdens een maaltijd waar Couperus herdacht werd, in aanwezigheid van de weduwe Elisabeth Couperus-Baud, in hotel Hoogwerf in februari 1930. En op 10 juni 1930 sprak hij namens de Haagse afdeling enkele woorden bij de onthulling van de gevelsteen aan het geboortehuis van Couperus. Op 11 juni 1933 opende Van Blijenburgh de tentoonstelling van handschriften en boeken van Couperus, ter gelegenheid van de dag dat de schrijver 70 zou zijn geworden.
Na de opheffing van het genootschap in 1936 bleef Van Blijenburgh in contact met de weduwe Couperus-Baud, in ieder geval tot nog enkele jaren voor haar overlijden blijkens een brief van Elisabeth Couperus aan Van Blijenburgh uit 1955. In 1957 ontving Van Blijenburgh de biograaf dr. Hendrik Willem van Tricht en gaf hem de briefwisseling met het echtpaar Couperus ter inzage. In 1962 verzocht Van Tricht aan de weduwe Van Blijenburgh-de Hondt om twee brieven af te staan voor het Couperus-brievennummer van Maatstaf dat 100 jaar na de geboorte van Couperus in 1963 verscheen.